# Izvestija Kievskogo Botaničeskogo Sada
Izvestija Kievskogo Botaničeskogo Sada (abreviado Izv. Kievsk. Bot. Sada) fue una revista ilustrada con descripciones botánicas que fue editada por el Jardín Botánico de Kiev. Fue publicada desde el año 1924 hasta 1934 con el nombre de Izvestiya Kievskogo Botaniceskogo Sada. Visnyk Kyjivsk'kogo Botanicnogo Sadu. Bulletin du Jardin Botanique de Kieff. Kiev. Fue reemplazada por Izv. Kievsk. Bot. Sada Fomina.